# Корф Дмитро Миколайович
Барон Дмитро Миколайович Корф (1881 — 29 серпня 1924, Птуй, Югославія) — російський офіцер і політик, член Державної думи від Тверської губернії.

## Біографія
Православний. Походив із родини дворян . Землевласник Корчевського повіту (маєток при селі Едімоново в 230 десятин).
Закінчив 1-й Московський кадетський корпус, військову службу відбував у 1-му лейб-драгунському Московському полку, 30 вересня 1901 року отримав чинпрапорщика запасу армійської кавалерії.
Із початком російсько-японської війни добровільно вирушив на фронт, де був відряджений до 2-го Нерчинського полку Забайкальського козачого війська. Брав участь у битвах при Ляояні та Мукдені. За бойові відзнаки нагороджений трьома орденами, зокрема орденом Св. Анни IV ступеня з написом «За хоробрість». Отримав чин хорунжого (переведення затверджено наказом від 22 грудня 1905).
Після закінчення війни вийшов у запас армійської кавалерії по Корчевському повіту, 14 лютого 1908 став корнетом. 23 вересня 1906 року обраний корчевським повітовим предводителем дворянства. Крім того, був почесним доглядачем Корчевського міського училища та почесним мировим суддею Корчевського повіту.
У 1912 році обраний членом Державної думи від Тверської губернії. Входив до фракції російських націоналістів та помірно-правих (ФНПП), після її розколу в серпні 1915 року залишився серед прихильників П. М. Балашова. Був секретарем думської комісії з полювання, членом комісій: земельної, сільськогосподарської та народної освіти.
Із початком Першої світової війни повернувся на військову службу і вступив на службу корнетом до 1-го Московського драгунського полку, в 1915 році — звільнений від військової служби і зарахований у запас.
Після Жовтневої революції емігрував до Югославії. Помер 1924 року в санаторії Вурберг поблизу міста Птуй.

## Нагороди
- Орден Святої Анни IV ступеня з написом «За хоробрість» (6.01.1905)
- Орден Святого Станіслава ІІІ ступеня з мечами та бантом (19.02.1905)
- Орден Святої Анни ІІІ ступеня з мечами та бантом (16.05.1908)